# Melchitská archieparchie bejrútsko-bybloská
Řecko-melchitská archieparchie bejrútsko-bybloská je archieparchie Melchitské řeckokatolické církve nacházející se v Libanonu. Její sídlo je v městě Bejrút, kde se nachází katedrála sv. Eliáše.

## Historie
Ve Džbejlu (antický Byblos) bylo od 4. do 6. století biskupství, které bylo obnoveno jako latinské v době křížových výprav, po nich byla diecéze zahrnuta do pravoslavní diecéze bejrútské. Po vzniku mechitské církve byla doiecéze sjednocena s Bejrútem.
V Bejrútu byla stará diecéze, povýšená na metropoli na Chalkedonském koncilu. Diecéze po vzniku mechitské cirkve v roce 1724 vznikla také jako melchitská, oficiálne byly obě diecéze (Bejrút a Džbejl) spojeny v roce 1881 jako metropolitní arcidiecéze.